# Titãs
Titãs est un groupe de rock brésilien, originaire de São Paulo. Bien qu'à l'origine orienté pop/rock alternatif, le groupe adopte divers autres styles musicaux en 30 ans, variant de la new wave, du punk rock, du grunge, de la MPB à la musique électronique.
Ils sont l'un des groupes de rock les mieux connus du pays, avec 6,5 millions d'exemplaires vendus en 2005 et l'un des plus repris par les groupes brésiliens et internationaux. En 2009, ils remportent le Latin Grammy et l'Imprensa Trophy du meilleur groupe à quatre reprises.
En mai 2014, le groupe sort un nouvel album intitulé Nheengatu.

## Biographie

### Débuts
La majeure partie des membres (à l'exception du guitariste Tony Bellotto et du batteur Charles Gavin) se rencontrent au Colégio Equipe de São Paulo à la fin des années 1970, après leur première performance scénique à leur école en 1981. Leur première formation comprend Arnaldo Antunes (chant), Branco Mello (chant), Marcelo Fromer (guitare rythmique), Nando Reis (basse), Paulo Miklos (saxophone, chant), Sérgio Britto (claviers, chant), Tony Bellotto (guitare solo), Ciro Pessoa (chant) et André Jung (batterie). Le groupe est orienté pop/new wave. En 1984, Pessoa quitte le groupe, incapable d'échanger les performances locales pour les émissions télévisées. Peu après, le groupe signe avec le label WEA pour enregistrer un premier album, Titãs, produit par Pena Schimdt, et comprenant des morceaux vocaux de Pessoas. Sans presque aucune publicité et en atteignant difficilement le succès, le groupe engendre son premier succès, le single Sonífera Ilha plus tard enregistrer par Moraes Moreira au chant. Après une représentation à la bibliothèque Mário de Andrade (pt) en 1982, lors de laquelle Nando Reis (pt) est le batteur, ils commencent à donner des concerts dans diverses boîtes de nuit de la ville sous le nom de Titãs do Iê-Iê, en référence au mouvement iê-iê-iê.
En 1985, avec Charles Gavin en remplacement pour André Jung à la batterie (qui ira au sein de Ira!), leur deuxième album, Televisão, produit par Lulu Santos, comprend des arrangements plus légers que le premier album. Le morceau-titre devient un succès, et l'album est grandement promu. Cependant, les chiffres de vente n'atteignent pas les espérances du groupe.

### Succès
En novembre 1985, Tony Bellotto et Arnaldo Antunes sont appréhendés pour possession d'héroïne. Le groupe doit donc faire faire face à sa première crise, qui a démarré avec les faibles ventes des deux premiers albums. Ces événements affectent aussi le troisième album du groupe, Cabeça dinossauro, sorti en juin 1986, comprend plusieurs morceaux critiquant les institutions publiques (Estado violência et Polícia). Les rythmes heavy metal et punk, accompagnés des paroles agressives et puissantes, caractérisent le groupe dans cette phase.
Jesus não tem dentes no país dos banguelas, sorti à la fin de 1987, continue dans la même veine que le précédent album avec des morceaux comme Nome aos bois, Lugar nenhum et Desordem, mais ajoute des samplers dans des morceaux comme Corações e mentes, Todo mundo quer amor, Comida et Diversão. Après quelques concerts à l'international, le groupe enregistre quelques-uns de ces hits au festival de Montreux et sort Go Back en 1988.
Le productur Liminha (ancien membre de Os Mutantes) reste associé au groupe depuis Cabeça dinossauro, et cette association mène à l'enregistrement de Õ Blésq Blom, l'un des productions les plus populaires du groupe à cette période. D'autres morceaux importants incluent Miséria, Flores, O Pulso et 32 dentes.
Le groupe atteint un point décisif dans son histoire avec l'album Tudo ao mesmo tempo agora, qui marque un changement de style musical plus agressif et dur, accompagné de paroles scatologiques. L'album est produit par les membres. Insatisfait de la nouvelle direction prise par le groupe, Antunes part pour une carrière solo, mais continue à écrire occasionnellement pour le groupe. L'album qui suit, Titanomaquia, en 1993, continue dans la même lignée, avec ses instrumentations et paroles agressives, produit par Jack Endino, producteur de groupes comme Nirvana, qui contribue à un style plutôt grunge.

### PériodeAcústico MTV

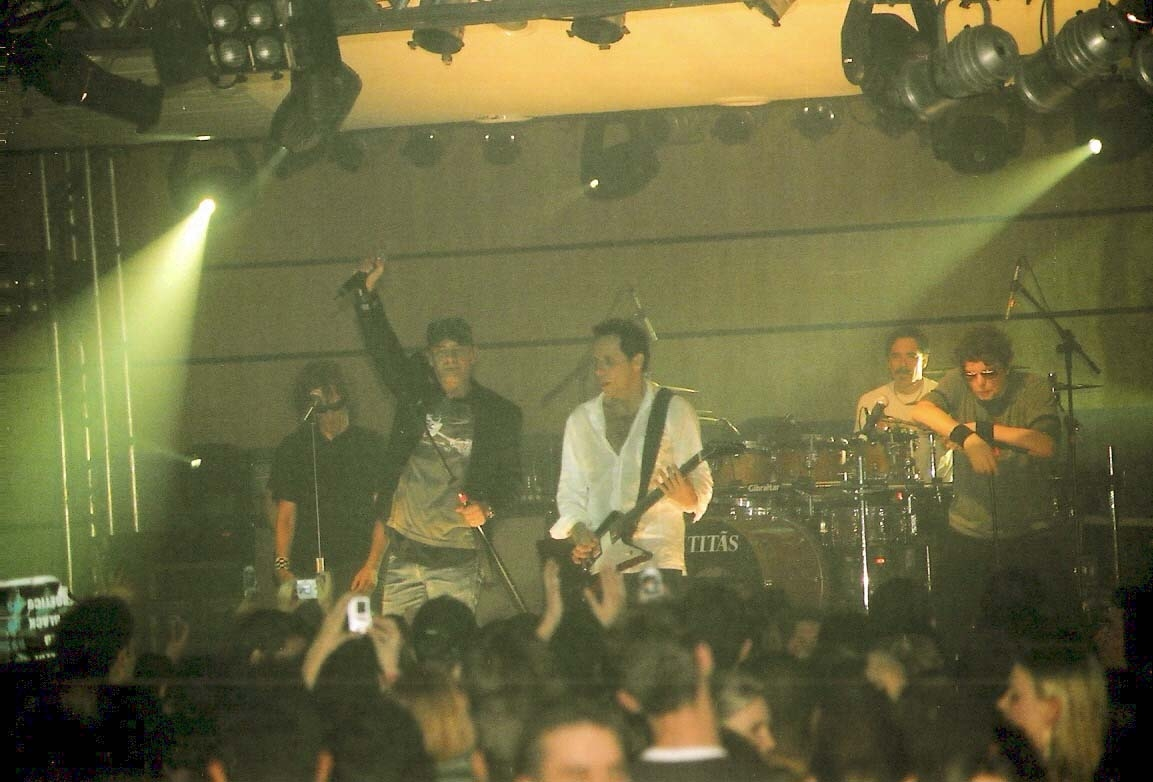
Titãs au Foz do Iguaçu, Paraná, en 2006.

En 1995, le groupe fait une pause pendant un an, durant lequel les membres se consacrent à leurs parcours respectifs. Miklos et Reis sortent leurs premiers albums solo, Paulo Miklos et 12 de Janeiro, respectivement ; Britto et Mello forment Kleiderman ; et Bellotto écrit son premier livre, Bellini e a esfinge. Le groupe revient et publie Domingo à la fin de 1995, suivi par Acústico MTV (MTV Unplugged), leur album le plus à succès, publié en 1997, avec 1,7 million d'exemplaires vendus. Enregistré live, il est lui-même suivi par Volume dois, modelé de la même manière que leur album unplugged, seulement enregistré en studio.
Le 11 juin 2001, Marcelo Fromer est percuté par une moto à São Paulo et meurt deux jours plus tard de mort cérébrale,. Cet événement est un coup dur pour le groupe, qui commencera à enregistrer un nouvel album. A melhor banda de todos os tempos da Última semana est publié à la fin de 2001, et fait de Epitáfio un morceau à succès, et son morceau-titre le premier single.
Le groupe assiste au départ de Nando Reis, qui atteindra le succès en solo : « ma décision de quitter le groupe vient uniquement du fait que je ne partage pas la vision d'avenir avec les autres membres lorsqu'il était question de notre nouvel album à venir », explique-t-il. En 2012, il explique qu'il ne se sentait pas prêt à aller en studio après la mort de son ami et les trois tournées consécutives exténuantes.
Le groupe recrute le bassiste Lee Marcucci (de Rádio Táxi) pour jouer sur leur album Como estão vocês?. Alors que l'album sort, le groupe continue à jouer durant ses vingt ans de parcours. En 2005, ils sortent un autre album étiqueté MTV, cette fois sans être acoustique.
Le 18 février 2006, Titãs ouvre pour les Rolling Stones lors d'un concert gratuit à Copacabana, Rio de Janeiro, devant 1,5 million de personnes.

### Documentaire etSacos Plásticos
Le groupe publie un documentaire retraçant ses 25 années d'existence. Il comprend 90 minutes d'images collectées depuis les débuts du groupe, dont les temps en studio et les concerts. Il s'intitule Titãs - a vida até Pparece uma festa
Pendant la majeure partie de l'année 2008 et au début de 2009, le groupe enregistre son 13e album, le gagnant des Premios Latino Sacos plásticos. L'album est publié le 3 juin 2009, chez Arsenal Music. Le producteur, Rick Bonadio, avait déjà collaboré avec notamment Fresno et NX Zero.
Le premier single issu de l'album s'intitule Antes de você et est diffusé à la radio le 7 mai. Il sert de générique à la telenova Caras e Bocas (sur Rede Globo). Le second single s'intitule Porque eu sei que é amor, qui est inclus dans Cama de Gato (une telenovela brésilienne qui comprend le morceau Pelo avesso en ouverture, issu de leur album Como Estão Vocês?) et atteint la 16e place du Brasil Hot 100 Airplay.
Lors d'un entretien au Jornal da Tarde, Bonadio explique qu'« ils ont talent incroyable. Je ne veux pas juste faire un autre album de Titãs. Je voulais essayer les instruments électroniques et ils ont immédiatement accepté. J'ai ajouté des batteries électroniques, entre autres. »

### Départ de Gavin et30eannées
Le 12 février 2010, Titãs annonce le départ de Charles Gavin pour des raisons personnelles. Gavin explique plus tard que les tournées épuisantes l'ont menées à partir. Le quatuor continue sa tournée Sacos plásticos avec le batteur Mario Fabre. Fabre a été suggéré par Gavin.
En janvier 2012, le groupe annonce une performance en compagnie des anciens membres Arnaldo Antunes, Nando Reis et Charles Gavin. Le concert est une célébration de leur 30 ans de carrière, et est enregistré pour la sortie d'un DVD. Cette réunion prend place le 6 octobre 2012, à São Paulo. Pour la première fois depuis Acústico MTV (1997), les sept premiers membres du groupe se réunissent pour un concert.

### Titãs Inédito etNheengatu

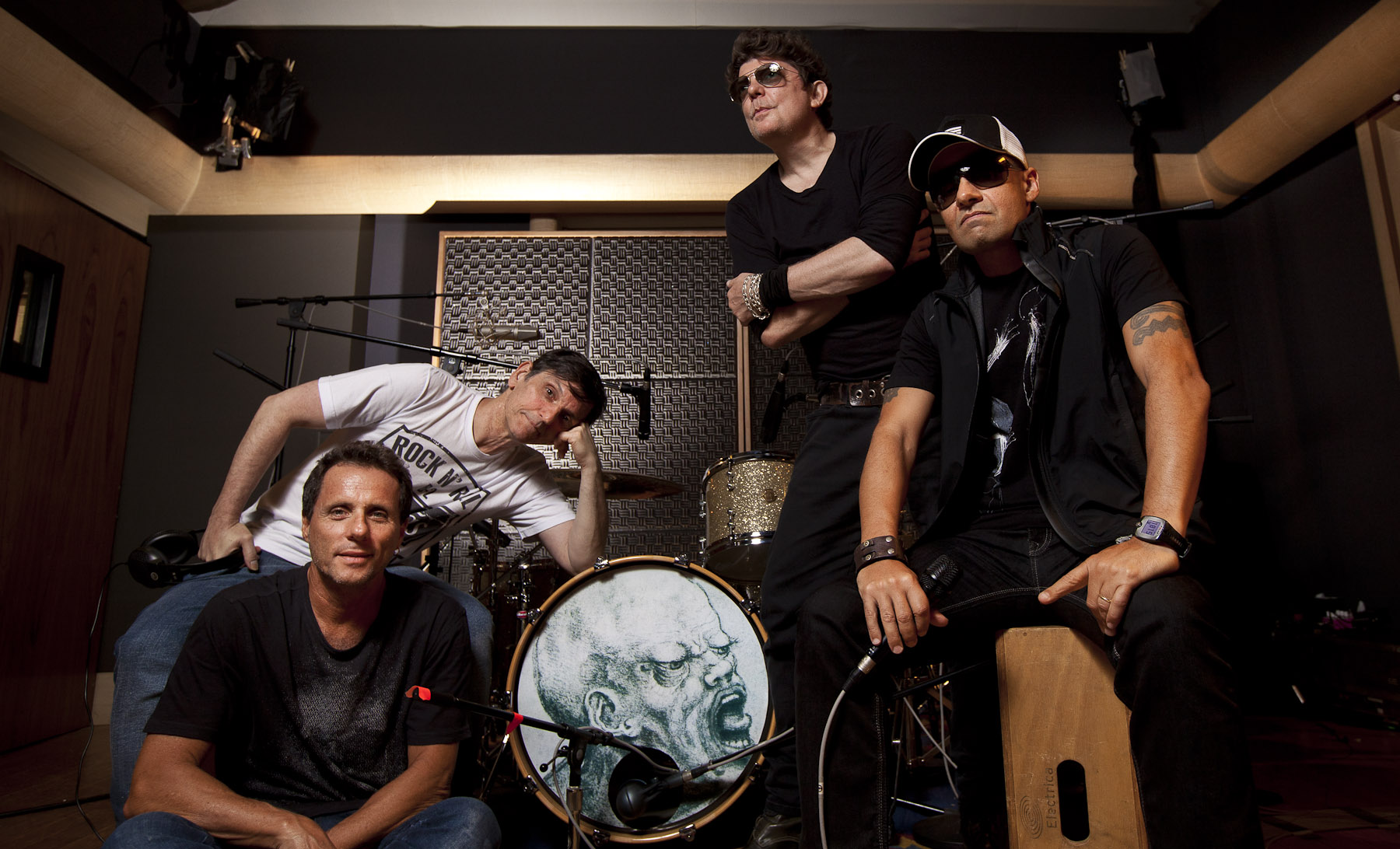
Titãs en 2013. De gauche à droite : Tony Bellotto, Paulo Miklos, Branco Mello, et Sergio Britto.

En 2013, Titãs joue de nouveaux morceaux pendant leur tournée Titãs Inédito,. Ilsannoncent un nouvel album courant mai 2014. Miklos dit de l'album qu'il est plus « agressif, sale et mauvais. » Plus tard, Britto confirme la osortie de l'album pour début mai, et qu'il est encore sans titre. En mars, la radio Globo FM annonce qu'il sera publié en avril et contiendra 14 morceaux.
En février 2016, ils ouvrent en concert pour les Rolling Stones cette fois à l'Estádio do Morumbi de São Paulo, à deux dates différenes.

### Départ de Miklos et opéra rock
Le 11 juillet 2016, le chanteur, guitariste et membre fondateur Paulo Miklos annonce son départ pour se consacrer à des projets personnels. Il est remplacé par le membre de session Beto Lee, fils de la chanteuse de rock brésilienne notoire, Rita Lee.
La même année, le groupe annonce un nouvel album pour une probable sortie en 2017. Selon Bellotto, il sera un opéra rock et le groupe entrera en studio dès la mi-2017. Inspiré d'albums comme Quadrophenia de The Who et American Idiot de Green Day, avec plus de 30 morceaux, l'opéra rock sera écrit par Hugo Possolo et Marcelo Rubens Paiva.
En mai 2018, Mello est diagnostiqué d'une tumeur au larynx, ce qui le force à arrêter ses activités pour trois mois. Il reviendra pour le DVD Doze Flores Amarelas.

## Membres

### Membres actuels
- Branco Mello - chant (depuis 1981), basse (depuis 2002)
- Sérgio Britto - claviers, piano, orgue, synthétiseur, mellotron, chant, chœurs (depuis 1981), guitare acoustique (depuis 2016)
- Tony Bellotto - guitares (depuis 1981), chant (depuis 2016)

### Anciens membres
- Paulo Miklos - chant, chœurs, saxophone, mandoline, banjo, harmonica, claviers, basse (1981–2016), guitare acoustique et solo (occasionnellement 1981-2001, à plein temps 2001-2016)
- Charles Gavin - batterie, percussions (1985–2010)
- Nando Reis - basse, chant, chœurs, guitare acoustique (1981–2002)
- Marcelo Fromer - guitare solo/rythmique, guitare acoustique (1981–2001), mort en 2001
- Arnaldo Antunes - chant (1981–1992)
- André Jung - batterie (1981–1985)
- Ciro Pessoa - chant, chœurs (1981–1984), mort en 2020.

### Musiciens de session
- Emerson Villani - guitare solo/rythmique, chœurs (1998, 2001–2007)
- André Fonseca - guitare solo/rythmique, chœurs (2007–2009)
- Lee Marcucci - basse (2002–2009, comme remplaçant : depuis 2018)
- Mario Fabre - batterie (depuis 2010)
- Beto Lee - guitare solo/rythmique, chœurs (depuis 2016)

## Discographie

### Albums studio
- 1984 : Titãs
- 1985 : Televisão
- 1986 : Cabeça Dinossauro
- 1987 : Jesus Não Tem Dentes no País dos Banguelas
- 1989 : Õ Blésq Blom
- 1991 : Tudo ao Mesmo Tempo Agora
- 1993 : Titanomaquia
- 1995 : Domingo
- 1998 : Volume Dois
- 1999 : As Dez Mais
- 2001 : A Melhor Banda de Todos os Tempos da Última Semana
- 2003 : Como Estão Vocês?
- 2009 : Sacos Plásticos
- 2014 : Nheengatu
- 2018 : 12 Flores Amarelas

### Albums live
- 1988 : Go Back
- 1997 : Acústico MTV Titãs
- 1999 : Sempre Livre Mix - Titãs e Paralamas Juntos ao Vivo
- 2005 : MTV ao vivo Titãs
- 2008 : Paralamas e Titãs Juntos e Ao Vivo
- 2011 : Titãs e Xutos & Pontapés Ao Vivo no Rock in Rio 2011
- 2012 : Cabeça Dinossauro ao Vivo 2012
- 2015 : Nheengatu ao Vivo
- 2018 : Doze Flores Amarelas ao Vivo

### Compilations
- 1994 : Titãs - 84 94 Um
- 1994 : Titãs - 84 94 Dois
- 1998 : Volume Dois
- 1999 : As Dez Mais
- 2000 : E-collection